# Гара Баница
Гара Баница (на гръцки: Σταθμός Βεύης, Статмос Вевис) е гара в Република Гърция, част от дем Лерин (Флорина), област Западна Македония.

## География
Селището е разположено на 3 километра северозападно от село Баница (Веви) и на 3 километра югоизточно от село Росен (Ситария) в южната част на Леринското поле.

## История
Селото е основано в 20-те години на XX век от гърци бежанци от Турция. В 1928 година Гара Баница е чисто бежанско селище с 39 бежански семейства и 155 жители общо.

### Преброявания
- 1928 – 151 жители
- 1940 – 203 жители
- 1951 – 198 жители
- 1961 – 134 жители
- 1971 – 110 жители
- 1981 – ? жители
- 1991 – ? жители
- 2001 – 118 жители
- 2011 – 41 жители